# Władimir Sołowjow (dziennikarz)
Władimir Rudolfowicz Sołowjow (ros. Владимир Рудольфович Соловьёв; ur. 20 października 1963 w Moskwie) – rosyjski dziennikarz telewizyjny i radiowy, propagandysta, prezenter kanału Rossija 1 i Rossija 24.

## Życiorys

### Młodość
Urodził się w Moskwie, w rodzinie żydowskiej. Rodzice poznali się na studiach historycznych i filologicznych na Moskiewskim Uniwersytecie Pedagogicznym. Ojciec, Rudolf Naumowicz Sołowjow (urodzony jako Winickowski, w 1962 przyjął nazwisko matki), był mistrzem Moskwy w boksie i nauczycielem ekonomii politycznej. Matka Irina (z domu Szapiro) pracowała jako historyk sztuki w Muzeum panoramy bitwy pod Borodino. Rodzice rozwiedli się, gdy miał 6 lat. Wychowywała go matka oraz dziadkowie Solomon i Polina Szapirowie.
Początkowo chodził do rejonowej szkoły nr 72, lecz dzięki staraniom matki przeniósł się do elitarnej specjalnej szkoły nr 27 na Prospekcie Kutuzowskim, gdzie wykładano rozszerzony język angielski. Do tej szkoły uczęszczały dzieci i wnuki członków KC KPZR, dyplomatów i innych przedstawicieli elity politycznej. W dziewiątej klasie zaczął uprawiać karate.

### Wykształcenie
Po ukończeniu szkoły w 1980 r. starał się o przyjęcie na studia do Moskiewskiego Instytutu Inżynierii Fizycznej (MEPhI), jednej z najbardziej prestiżowych uczelni technicznych w ZSRR, oraz na Wydział Fizyki Uniwersytetu Moskiewskiego, lecz nie został tam przyjęty – jak twierdzi – z powodu żydowskiego pochodzenia.
W końcu rozpoczął studia w Moskiewskim Instytucie Stali i Stopów (MISIS), które ukończył z wyróżnieniem w 1986 (specjalność Inżynier-metalurg). Po ukończeniu studiów podejmował się dorywczych prac (sprzątanie, budowa, szycie) oraz pracował w swojej rodzimej szkole nr 27 jako nauczyciel fizyki, matematyki i astronomii. Od 1986 do 1989 r. wraz z Dmitrijem Rogozinem był ekspertem w Komitecie Organizacji Młodzieżowych.
W 1990 r. obronił doktorat z ekonomii w Instytucie Gospodarki Światowej i Stosunków Międzynarodowych Akademii Nauk ZSRR (IMEMO). Temat pracy doktorskiej brzmiał: Podstawy trendów w produkcji nowszych materiałów i czynniki efektywności ich wykorzystania w przemyśle Japonii i USA.

### Pobyt w USA i działalność biznesowa
Po uzyskaniu doktoratu, w 1990 r. wyjechał do Stanów Zjednoczonych, gdzie rozpoczął pracę jako wykładowca ekonomii na University of Alabama. Po jednym semestrze kontrakt został jednak zerwany przez uczelnię, jak twierdzi Sołowjow, pod naciskiem FBI. Podejmował się wówczas dorywczych prac (koszenie trawników, lekcje karate), a w końcu rozpoczął prowadzenie biznesu. Podczas pobytu w USA brał też udział w życiu politycznym, m.in. zbierał podpisy dla kandydującego na prezydenta George’a Busha.
Po upadku ZSRR, w 1992 r., wrócił do Rosji i został przedsiębiorcą. Produkował sprzęt dyskotekowy, a także prowadził agencję pracy w Moskwie. Pod koniec lat dziewięćdziesiątych sprzedał swoje przedsiębiorstwo i zainwestował m.in. w akcje Gazpromu. Według informacji prasowych oraz organizacji Otwarta Rosja, Władimir Sołowjow posiada udziały w szeregu spółek o wartości rzędu milionów dolarów.

## Kariera medialna

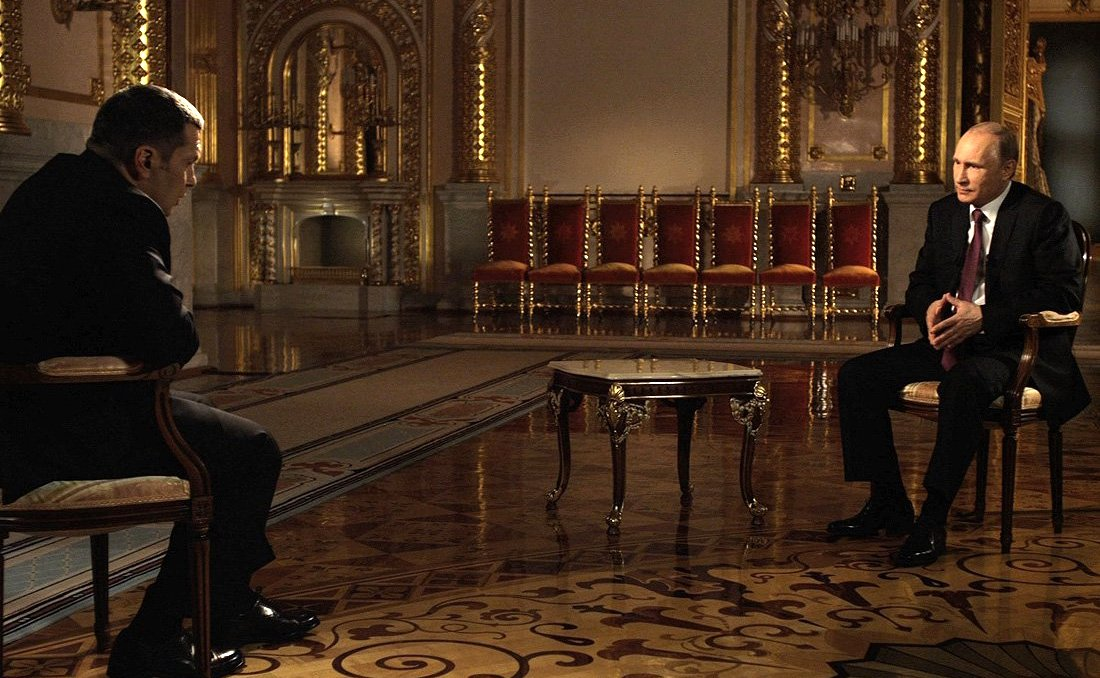
Władimir Sołowjow przeprowadzający wywiad z Władimirem Putinem, 23 lutego 2015

W 1997 Sołowjow po raz pierwszy poprowadził w zastępstwie program radiowy na antenie stacji Srebrny Deszcz (ros. Sierebrianyj Dożdż). Następnie przez 12 lat (1998–2010) prowadził na antenie tej stacji radiowej swój autorski poranny program na żywo Słowicze trele (gra słów, jego nazwisko pochodzi od słowa słowik, ros. соловей – sołowiej). W programie poruszał aktualne tematy z różnych dziedzin życia, a emocjonalny styl prowadzenia przysporzył mu popularności.
Obecnie prowadzi poranną audycję Pełny kontakt (Full contact) w radiostacji Wiesti FM, gdzie komentuje aktualne wydarzenia.
W 1999 r. rozpoczął karierę telewizyjną. Od tego czasu pracował dla stacji telewizyjnych: TNT (1999–2002), ОRT (1999–2001), ТV-6 (2001–2002), ТVS (2002–2003), NTV (2003–2009) oraz Rossija 1 (od 2010).
W telewizji ORT był współgospodarzem, wraz z Aleksandrem Gordonem, politycznego talk-show Proces (1999–2001), w którym w formie rozprawy sądowej dyskutowały znane postacie życia publicznego (np. Władimir Żyrinowski). Równolegle prowadził na kanale TNT swój autorski projekt Pasje Sołowjowa (1999–2001), do którego zapraszał polityków i biznesmenów. Po 2001 rozpoczął współpracę z telewizją TV-6, gdzie miał swój nocny program muzyczny Słowicza noc oraz poranny program śniadaniowy Poranek z Sołowjowem (do 2003).
W tej samej stacji TV-6 (przekształconej w TVS) w latach 2002–2003 prowadził program polityczny Pojedynek – telewizyjną debatę między dwoma gośćmi studia. Po zamknięciu przez władze telewizji, Sołowjow prowadził na antenie NTV w podobnym formacie program Do barierki! (2003–2009). Od 2010 do 2017 r. program znów pod nazwą Pojedynek ukazywał się na antenie telewizji Rossija 1.
W latach 2005–2008 na antenie telewizji NTV ukazywał się jego program publicystyczny Wieczór z Władimirem Sołowjowem, który od 2012 r. nieprzerwanie ukazuje się na antenie kanału Rossija 1 (w niedziele emitowany pod tytułem Niedzielny wieczór z Władimirem Sołowjowem). Do programu, w którym dyskutuje się o bieżących kwestiach, zapraszani są politycy, eksperci, dziennikarze i przedsiębiorcy. Współproducentem programu, oprócz samego Sołowjowa, jest Aleksandr Lewin. Program uznawany jest za narzędzie kremlowskiej propagandy.
W 2012 r., dekretem Władimira Putina, wszedł w skład Rady Telewizji Publicznej.
Od września 2018 tworzy, wraz z Pawłem Zarubinem, cotygodniowy program Moskwa. Kreml. Putin, w całości poświęcony osobie Władimira Putina.
Od marca 2020 działał poprzez swój kanał na YouTube pod nazwą Соловьёв Live, gdzie retransmitowane były również jego audycje radiowe i telewizyjne. Kanał ten został usunięty w lutym 2022.
Jest autorem kilkunastu książek publicystycznych i beletrystycznych.
Według informacji niezależnego, antyputinowskiego serwisu Mediazona, w latach 2023–2024 otrzymał od państwa rosyjskiego półtora miliarda rubli (około 63 mln zł) na prowadzenie „wojny informacyjnej i ideologicznej”.

## Postawa wobec wojny na Ukrainie
Po rozpoczęciu inwazji Rosji na Ukrainę w 2022 wyrażał zdecydowane poparcie dla działań władz rosyjskich. Po wybuchu pełnoskalowej wojny (24 lutego 2022) powiedział w swoim kanale na YouTube: „Dziś jest dzień, w którym rozpoczęto słuszną operację denazyfikacji na Ukrainie”. Wielokrotnie nawoływał do eskalacji wojny i brutalnej rozprawy z państwem ukraińskim („Kijów musi być zniszczony. Odessa musi być zniszczona. Charków, Dniepr, Lwów także. Powinniśmy dziś przeprowadzić uderzenia na te miasta, znacznie brutalniejsze niż obecne”).
Po ataku Rosji na Ukrainę i pierwszych wypowiedziach, kanał Соловьёв Live został usunięty z platformy YouTube. Przyczyną było naruszenie wytycznych dotyczących treści, w tym publikowanie filmów określających inwazję jako „specoperację” mającą na celu „demilitaryzację” i „denazyfikację” Ukrainy. Decyzja była częścią szerzej zakrojonych działań: usunięto ponad 70 000 filmów i 9000 kanałów związanych z wojną. Większość z nich reprezentowała kremlowską narrację na temat inwazji.
Regularnie próbował propagować wśród rosyjskiej młodzieży nacjonalizm, zachęcając do udziału w wojnie. Po ogłoszeniu częściowej mobilizacji w 2022 i ucieczce z Rosji tysięcy mężczyzn w wieku poborowym, agitował za wstąpieniem do armii i oddaniem życia za ojczyznę mówiąc, że „życie jest bardzo przereklamowane”. Apelował do obywateli, by nie bali się śmierci („Po co bać się tego, co nieuniknione?”). 12 lutego 2023 amerykański konsultant polityczny Jason Jay Smart opublikował w serwisie X informację, że syn Władimira Sołowjowa, Danił, mieszka w Londynie, gdzie robi karierę modela. Sołowjow zaprzeczał tym doniesieniom, nazywając oskarżycieli „bestiami opłacanymi przez Ukraińców”.
Nawoływał do bezlitosnej rozprawy ze „zgniłą inteligencją” w Rosji, konfiskowania majątków ludziom oskarżanym o „ekstremizm” i „terroryzm”, czyli wypowiedzi niezgodne z oficjalną narracją Kremla na temat wojny z Ukrainą.
Jako jeden z głównych rosyjskich propagandystów nawoływał do agresji wobec krajów pomagających zaatakowanym Ukraińcom. Mówił o dokonaniu ataków rakietowych na terytoria m.in. Polski, Francji i Wielkiej Brytanii. Groził uderzeniem w Berlin, Londyn, Waszyngton, Nowy Jork, w „miejsca, w których gromadzi się ludzi, budynki administracyjne, miejsca, w których podejmowane są te decyzje, oraz obiekty wojskowe”. Oceniał, że celem NATO jest zniszczenie Federacji Rosyjskiej („Chcą zniszczyć Rosję, ponieważ [...] jest krajem tradycyjnych wartości”).
Wielokrotnie atakował Polskę („Polska będzie następna” [po Ukrainie], „Zniszczymy polskie miasta rakietami”). Sugerował wkroczenie sił specjalnych Rosgwardii do Warszawy. Utrzymywał, że jego kraj powinien „przywrócić wszystkie odwieczne ziemie rosyjskie”, zaliczając do nich również Warszawę, którą nazywał „miastem od stuleci tradycyjnie rosyjskim”.
Groził Polsce i innym państwom europejskim atakiem nuklearnym ze strony Rosji. Przekonywał widzów, że należy użyć broni nuklearnej, by zniszczyć punkty przeładunkowe broni dla Ukrainy w Polsce, Niemczech i na Słowacji, a także miejsca szkoleń ukraińskich żołnierzy. Uderzeniem jądrowym groził także Stanom Zjednoczonym („musimy użyć broni nuklearnej i spokojnie patrzeć, jak ich wątpliwości znikają z ich bezczelnych twarzy”).
Po ataku terrorystycznym w Crocus City Hall w Krasnogorsku pod Moskwą (22 marca 2024) sugerował, że terroryści przyjechali pod halę koncertową autem na ukraińskich numerach rejestracyjnych.

### Sankcje
18 lutego 2021 Ministerstwo Spraw Zagranicznych Łotwy zakazało mu wjazdu na teren swojego kraju.
Decyzją z dnia 23 lutego 2022 Rada Unii Europejskiej nałożyła na Sołowjowa sankcje za wspieranie działań podważających integralność terytorialną, suwerenność i niezależność Ukrainy. Sankcjami objęły go również: Wielka Brytania, Kanada, Szwajcaria, Australia, Japonia, Ukraina i Nowa Zelandia.
14 marca 2022 ukraiński sąd zaocznie wydał nakaz aresztowania Sołowjowa za nawoływanie do zmiany granic państwowych Ukrainy.

## Życie prywatne
Ma ośmioro dzieci z trzech małżeństw. Według doniesień medialnych posiadał cztery luksusowe wille we Włoszech. Dwie z nich, w gminach Pianello del Lario i Menaggio nad jeziorem Lago di Como, miały kosztować ok. 8 mln euro. W marcu 2022 obie wille zostały skonfiskowane przez Włoską Gwardię Finansową. Odkryto jednak jego dwie kolejne włoskie rezydencje. Jedna z willi należy do samego Sołowjowa, a druga zarejestrowana jest na jego matkę.
6 kwietnia 2022 w willi w Maneggio wybuchł pożar, który według informacji straży pożarnej spowodował „ograniczone straty”. Tego samego dnia, zauważono zniszczenia willi w Pianello del Lario. Zabarwiono na czerwono wodę w basenie na terenie rezydencji, przed wejściem ktoś napisał „Zabójca” oraz „Nie dla wojny”.
W maju 2023 Fundacja Walki z Korupcją, założona przez więzionego i zmarłego w kolonii karnej dysydenta Aleksieja Nawalnego, opublikowała raport „Amerykański sekret Władimira Sołowjowa”. Według raportu Sołowjow ukrywa w Soczi dodatkową rodzinę. W 650-metrowej nadmorskiej willi na luksusowym osiedlu, zamieszkiwać miała 42-letnia Swietłana Abrosimowa, była koszykarka i obywatelka USA. Ujawniono, że w 2016 r. Abrosimowa wyjechała do USA razem z Sołowjowem, a w czerwcu 2017 urodziła tam bliźniaczki. Sołowjow co miesiąc odwiedzał Stany Zjednoczone, dopóki Abrosimowa i jej dzieci nie wróciły do Rosji.
Sołowjow posiadał także prawo pobytu we Włoszech, kraju, który objął sankcjami Rosję. Informację tę również udostępniła opinii publicznej Fundacja Walki z Korupcją. Krótko po jej ujawnieniu doszło do aresztowania Nawalnego, któremu postawiono zarzuty nawoływania do udziału w nielegalnym wiecu.
Władze włoskie odebrały Sołowjowowi wydaną wcześniej wizę.

## Nagrody

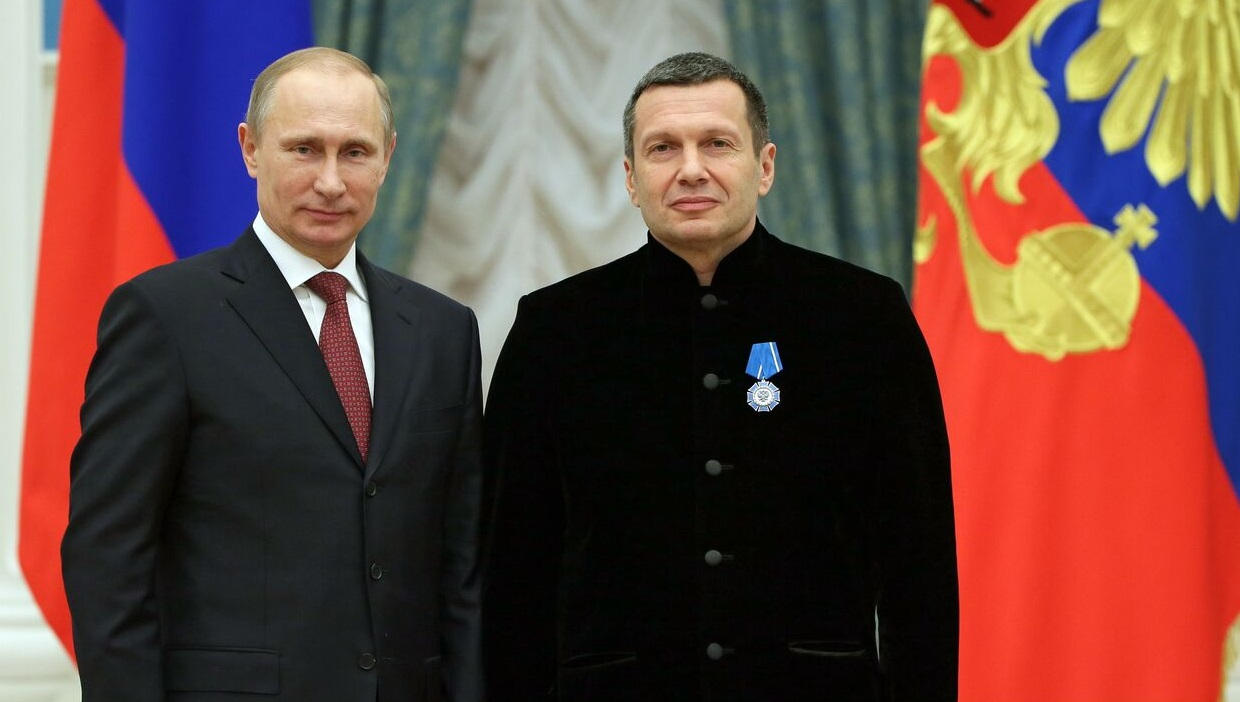
Władimir Sołowjow nagrodzony Orderem Honoru przez Władimira Putina, 25 grudnia 2013

22 kwietnia 2014 otrzymał order Aleksandra Newskiego za „wysoki profesjonalizm i obiektywizm w relacjonowaniu wydarzeń w Republice Krymu”.
Ponadto odznaczono go orderem Honoru, orderem Przyjaźni, a także armeńskim orderem Honoru.